# Wörth an der Isar
Wörth an der Isar település Németországban, azon belül Bajorországban. Lakosainak száma 3280 fő (2023. december 31.). Wörth an der Isar Niederviehbach, Postau és Niederaichbach községekkel határos.

## Népesség
A település népessége az elmúlt években az alábbi módon változott:
| Lakosok száma | 274  | 954  | 1265 | 1990 | 2398 | 2412 | 2565 | 2837 | 2947 | 3280 |
|               | 1875 | 1960 | 1980 | 1995 | 2006 | 2009 | 2012 | 2015 | 2019 | 2023 |